# Радош Церовић
Радош Церовић (Лесковац, 22. октобар 1978 — Кошаре, 28. јул 1998) био је играч ФК Дубочица из Лесковца и припадник 63. падобранске бригаде Војске Југославије, а погинуо је у рејону карауле Кошаре на дужности као један од најмлађих војника страдалих на Косову и Метохији.

## Биографија
Рођен је и одрастао у Лесковцу где је од малих ногу показивао интересовање за спорт и физичке активности. Са 19 година је отишао на редовно служење војног рока и из војске положио пријемни испит на Факултету спорта и физичког васпитања Универзитета у Београду, али није дочекао да постане бруцош.
Погинуо је само месец и по дана пре окончања војног рока, страдавши током извлачења тела потпуковника Горана Остојића, команданта 63. падобранске бригаде, убијеног из заседе.

## Улица Радоша Церовића у Лесковцу
У Лесковцу је 2024. године отворена улица која носи његово име, у част његовог херојства. Смештена је у близини стадиона и ФК Дубочица, клуба за који је играо, што симболизује његов живот и љубав према спорту. На отварању су присуствовали чланови породице, пријатељи, припадници Удружења ветерана 63. падобранске бригаде, припадници 63. падобранске бригаде, локалне власти и грађани. Радови на улици укључивали су изградњу саобраћајнице, водовода, канализације и уличног осветљења, чиме је створен модеран простор који чува сећање на његов допринос. Улица излази на Улицу Горана Денића, капетана који је такође изгубио живот на Косову и Метохији истог дана када и Радош.